# Gniazdnica kulista

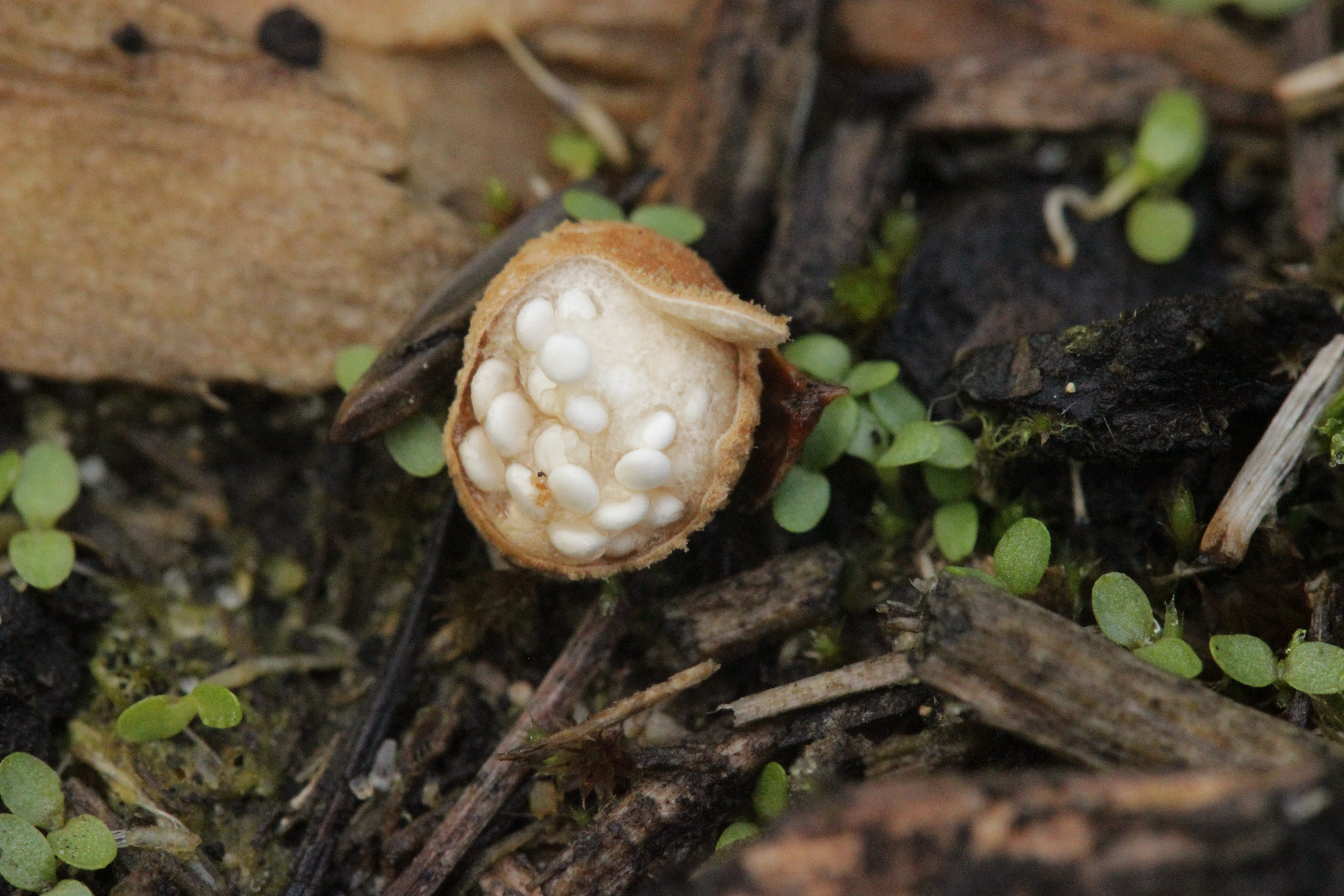

Gniazdnica kulista (Nidularia deformis (Willd.) Fr.) – gatunek grzybów z rzędu pieczarkowców (Agaricales).

## Systematyka i nazewnictwo
Pozycja w klasyfikacji według Index Fungorum: Nidularia, Incertae sedis, Agaricales, Agaricomycetidae, Agaricomycetes, Agaricomycotina, Basidiomycota, Fungi.
Po raz pierwszy zdiagnozował go w 1788 r. Carl Ludwig Willdenow nadając mu nazwę Cyathum deformis. Obecną, uznaną przez Index Fungorum nazwę nadał mu Elias Fries w 1817 r.
Synonimów ma 16. Niektóre z nich:
- Cyathodes deforme (Willd.) Kuntze 1891)
- Nidularia berkeleyi Massee 1889
- Nidularia confluens Fr. 1817
- Nidularia farcta (Roth) Fr. 1823
- Nidularia pisiformis (Roth) Tul. & C. Tul. 1844
- Nidularia pisiformis var. broomei Massee 1889
- Nidularia pisiformis (Roth) Tul. & C. Tul. 1844 var. pisiformis

Nazwę polską podał Władysław Wojewoda w 2003 r., wcześniej (w 1898 r.) Stanisław Chełchowski opisywał ten gatunek pod nazwą gniazdnica wtłoczona.

## Morfologia
Owocniki
O średnicy do 7 mm, kuliste, występujące pojedynczo lub w grupach. Czasami sąsiednie owocniki zrastają się z sobą. Z nasady wyrasta dobrze rozwinięta, korzonkowata grzybnia. Powierzchnia zewnętrzna pilśniowata, szarobrązowa, u dojrzałych okazów z licznymi, kolczastymi, grubościennymi  strzępkami. Wewnętrzna powierzchnia błyszcząca, gładka, brązowa. Wewnątrz owocnika znajdują się liczne perydiole, nieco uwypuklające na zewnątrz ścianę perydium. Zanurzone są w śluzowatej substancji, mają soczewkowaty kształt, średnicę do 1,2 mm i nie posiadają sznureczków (funiculus). Po dojrzeniu owocnik otwiera się zazwyczaj na szczycie, otworem o przeważnie dość równym brzegu.
Cechy mikroskopowe
Zarodniki elipsoidalne, o rozmiarach 6–10,5 × 4,2–6 μm, gładkie.  Podstawki 4-sterygmowe.

## Występowanie i siedlisko
Występuje w Europie, Australii i Nowej Zelandii. W Europie jest szeroko rozprzestrzeniony, występuje we wszystkich krajach. W Polsce podano liczne jego stanowiska. Jest jednak rzadki. Ma status R – gatunek potencjalnie zagrożony z powodu ograniczonego zasięgu geograficznego i małych obszarów siedliskowych. W internetowym atlasie grzybów znajdują się aktualne stanowiska tego gatunku w Polsce.
Rośnie na ziemi, w lasach, zwłaszcza sosnowych, w parkach, przy domach. Gatunek wilgociolubny. Rozwija się na wilgotnym drewnie, często w rowach, fosach, rzadko na ziemi.